# FK Mariupol
FK Mariupol (ukrainska: Футбольний клуб Маріуполь) är en ukrainsk fotbollsklubb från den till majoriteten ryskspråkiga halvmiljonstaden  Mariupol i östra Ukraina. Klubben spelar i ukrainska ligan. Den bästa placeringen i ligan är en 4:e plats som laget nådde 2000/2001 och 2005/2006.
En gång har Mariupol spelat i de europeiska turneringarna; 2004 deltog klubben i UEFA-cupen där laget slog ut armeniska FC Banants efter, 2-0 och 2-0, i 1:a kvalronden, för sedan själva åka ut mot österrikiska FK Austria Wien efter 0-0 och 0-3 i 2:a kvalronden.  
Två gånger, 2001 och 2006, har Mariupol spelat och förlorat i en ukrainsk cup-semifinal. 

## Placering tidigare säsonger

### Fra 2017 FK Mariupol
| Säsong  | Nivå | Liga         | Placering | Referens | Notering                           |
| ------- | ---- | ------------ | --------- | -------- | ---------------------------------- |
| 2017/18 | 1    | Premjer-liha | 5         | [ 1 ]    |                                    |
| 2018/19 | 1    | Premjer-liha | 4         | [ 2 ]    |                                    |
| 2019/20 | 1    | Premjer-liha | 8         | [ 3 ]    |                                    |
| 2020/21 | 1    | Premjer-liha | 11        | [ 4 ]    |                                    |
| 2021/22 | 1    | Premjer-liha | x         | [ 5 ]    | Rysslands invasion av Ukraina 2022 |
| 2022/23 | x    | x            | x         | [ 6 ]    | Upphängd                           |